# 布亚尔格
布亚尔格（法語：Bouillargues，法語發音：[bujaʁg]）是法国加尔省的一个市镇，位于该省中部偏东南，属于尼姆区。

## 地理
布亚尔格（43°48'1"N, 4°25'37"E）面积15.77 平方千米，位于法国奧克西塔尼大區加尔省，该省份为法国南部沿海省份，南端濒地中海，北起顺时针与阿尔代什省、沃克吕兹省、罗讷河口省、埃罗省、阿韦龙省和洛泽尔省接壤。
与布亚尔格接壤的市镇（或旧市镇、城区）包括：罗迪扬、贝勒加德、凯萨尔格、加龙、芒迪埃勒、尼姆。

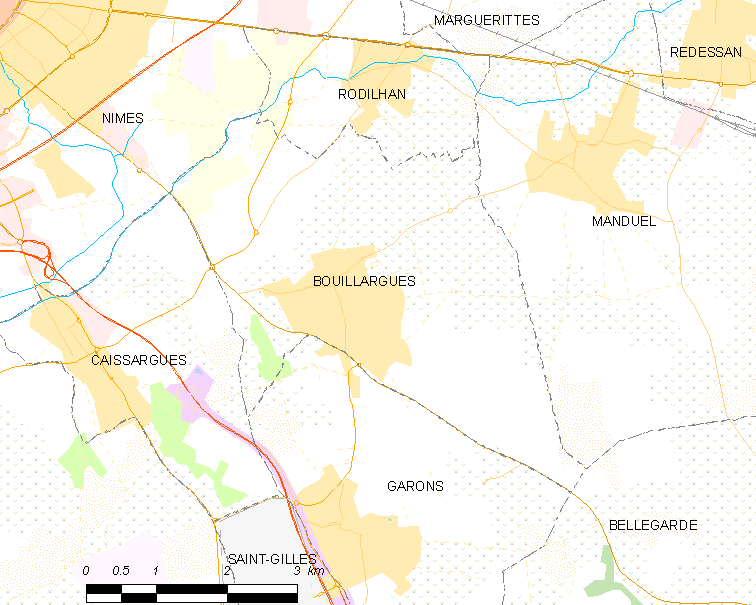
布亚尔格的OSM定位图

布亚尔格的时区为UTC+01:00、UTC+02:00（夏令时）。

## 行政
布亚尔格的邮政编码为30230，INSEE市镇编码为30047。

## 政治
布亚尔格所属的省级选区为玛格丽特县。

## 人口

1962-2008年间布亚尔格人口变化图示

布亚尔格于2022年1月1日时的人口数量为6119人。